# City of Ballarat

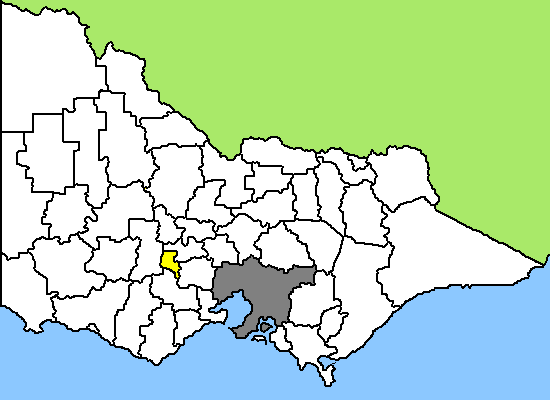
City of Ballarat (na żółto) na mapie stanu Wiktoria

City of Ballarat – obszar samorządu lokalnego (ang. local government area) położony w środkowej części australijskiego stanu Wiktoria. Samorząd powstał w wyniku stanowej reformy samorządowej z 1994 roku, z połączenia następujących jednostek: City of Ballaarat, Borough of Sebastopol i hrabstw Ballarat, Bungaree, Buninyong, Grenville i Ripon.
Powierzchnia samorządu wynosi 740 km² i liczy 94088 mieszkańców (2009).
Ośrodkiem administracyjnym jest miasto Ballarat. Samorząd dzieli się na trzy okręgi: Centralny, Północny i Południowy. Władzę ustawodawczą sprawuje dziewięcioosobowa rada, która jest reprezentowana przez trzech przedstawicieli z każdego okręgu. 
W celu identyfikacji samorządu Australian Bureau of Statistics wprowadziło czterocyfrowy kod dla City of Ballarat – 0570.